# Xã Gibbs, Quận Burleigh, Bắc Dakota
Xã Gibbs (tiếng Anh: Gibbs Township) là một xã thuộc quận Burleigh, tiểu bang Bắc Dakota, Hoa Kỳ. Năm 2010, dân số của xã này là 1.858 người.